# Jeanne Ebamba Boboto
Jeanne Ebamba Boboto née dans la province de l'Équateur, est une femme politique congolaise (RDC), plusieurs fois ministre ou vice-ministre.

## Biographie
Elle est ministre des Affaires sociales et de la Famille dans le gouvernement Joseph Kabila, elle garde le même poste ministriel après remaniement du gouvernement le 17 novembre 2002 jusqu'à la formation du gouvernement de la transition. De 1997 à 1999, elle est nommée dans le Gouvernement Laurent-Désiré Kabila vice-ministre des Relations extérieures de 1997 à 1998, et vice-ministre de l'Enseignement primaire et sécondaire de 1998 à 1999 sous la présidence de Laurent-Désiré Kabila. En 2013, elle est nommée parmi les six commissaires provinciaux par le gouverneur de l'Équateur Louis Alphonso Koyagiola.